# Ałfatar
Ałfatar (bułg. Алфатар) – miasto w północno-wschodniej Bułgarii, w obwodzie Silistra. Siedziba gminy Ałfatar. Według danych Narodowego Instytutu Statystycznego, 31 grudnia 2011 roku miasto liczyło 1625 mieszkańców.

## Nazwa
Z różnych historycznych źródeł spotyka się nazwy Ałfatar, Achłatar, Iłłatar. Toponimia nazwy pochodzi z języka tureckiego. Tureckie jai oznacza wojsko, a tora, tar miasto, najprawdopodobniej nazwa miasta oznacza wojskowa twierdza.
Twierdza Drystyr w Silistrze nazywa się także Iłfatar. Podobną nazwę ma hiszpańska miejscowość Alfafar.

## Historia
Ałfatar powstał w 1573 roku. W trakcie wojny rosyjsko-tureckiej, po traktacie w Küczük Kajnardży w 1774 roku, większość mieszkańców opuszcza Ałfatar i osiedla się na Ukrainie tworząc osadę Wilszanka. Na ich miejsce do wsi przybyli osadnicy z terenów Silistry i Jambołu. Po wyzwoleniu z panowania tureckiego w miejscowości mieszkało około 2000 ludzi, stanowiła jedną z największych wiosek w tej części Bułgarii. W trakcie wojen bałkańskich w 1912 roku do Legionu Macedońsko-Adrianopolskiego wstąpił jeden mieszkaniec. Po traktacie z Bukaresztu Ałfatar znajdował się w granicach Ruminii. Ludność Ałfataru zacięcie opierała się przed próbami wynarodowienia, m.in. uczestniczyła w Dobrudżańskiej organizacji rewolucyjnej. W 1940 roku dzięki układowi z Krajowie miejscowość powróciła do Bułgarii. W latach 1942–1943 miejscowość nazywała się Generał Łazarowo. W 1974 roku Ałfatar otrzymał prawa miejskie.

## Infrastruktura społeczna
W Ałfatarze funkcjonuje szkoła podstawowa Christo Botewa, przedszkole Sztasliwo Detstwo, schronisko turystyczne Dobrudżanska kyszta, dom kultury Jordana Jowkowa i dom kultury Werdina oraz dom starców.

## Zabytki
- Skalne monastyry, datowane na X w
- Skalne trackie sanktuaria i tumulusy trackie
- Prehistoryczna osada
- Lipnik – obszar chroniony
- Małyk Kanagjol – pomnik przyrody
- Cerkiew Świętej Trójcy, powstała w 1846 roku

## Kultura
- Muzeum historii Ałfataru Jordana Jowkowa

## Kuchnia
Speciałami Ałfataru są tikwenik – rodzaj słodkiej banicy, gulasz z suszonymi śliwkami, konczeta i magarenca – pieczywo obrzędowe, sporządzane w trakcie dnia Todorowa, za zdrowie zwierząt hodowlanych; a także bezalkoholowa rakija Kruszenica.

## Imprezy cykliczne
- Sobór, odbywający się corocznie w dniu prawosławnego Świętego Ducha
- Dzień ziemi, wody, powietrza, 22 kwietnia
- Dzień miasta – 4 września, gdy Ałfatar dostał prawa miejskie
- Dzień gminy Ałfatar, 12 października

## Urodzeni w Ałfatarze
- Władimir Musakow – pisarz